# Bruna Mautino
Bruna Mautino est une joueuse italienne de volley-ball née le 30 novembre 1990 à Lima (Pérou). Elle mesure 1,81 m et joue au poste de réceptionneuse-attaquante.

## Clubs
| Club               | Pays   | De        | À         |
| ------------------ | ------ | --------- | --------- |
| Chieri Volley      | Italie | 2003-2004 | 2005-2006 |
| Club Italia        | Italie | 2006-2007 | 2006-2007 |
| Asystel Volley     | Italie | 2007-2008 | 2007-2008 |
| Asti Volley        | Italie | 2008-2009 | 2009-2010 |
| Chieri Volley      | Italie | 2010-2011 | 2010-2011 |
| Volley Soverato    | Italie | 2011-2012 | 2011-2012 |
| Chieri ’76         | Italie | 2012-2013 | 2012-2013 |
| Pallavolo Montella | Italie | 2013-2014 | …         |

## Palmarès
- Championnat d'Europe des moins de 20 ans
  - Vainqueur : 2008.